# Roman Coppola
Roman Ford Coppola (Paris, 22 de abril de 1965) é um cineasta estadunidense. É filho dos cineastas Francis Ford Coppola e Eleanor Coppola.